# Gevaarlijk speelgoed
Gevaarlijk speelgoed is een  stripverhaal uit de reeks Jerom. Het verscheen in 1971.

## Locaties
- Ardennen, Morotariburcht, dorp, huis verdwenen kinderen, kroeg, station, kerk, bos met fabriek,

## Personages
- Jerom, Odilon, tante Sidonia, professor Barabas, president Arthur, vrachtwagenchauffeur, Eerste Minister, ouders verdwenen kinderen, kinderen, man met treintje, voorbijgangers, veldwachter, boer met koeien

## Het verhaal
Er wordt een groot pakket afgeleverd bij de Morotariburcht. De Eerste Minister blijkt hierin te zitten, hij wil een dringende zaak bespreken. Arthur en Jerom horen dat er kinderen verdwijnen in het land. Jerom bezoekt de ouders van de laatst verdwenen kinderen en wordt daar afgeluisterd door een onbekende. De motor van Jerom wordt gesaboteerd en hij brengt deze naar de garage. Onderweg ziet hij een man met een treintje en kinderen. Jerom hoort in de kroeg op de radio dat er opnieuw kinderen zijn verdwenen en hij besluit de ouders in de Kerkstraat te bezoeken. Die vertellen dat de kinderen met hun treintje speelden rond het huis. Jerom geeft aan de Rijkswacht door dat hij vermoedt dat de dove man met de treintjes iets te maken heeft met de verdwijningen. Hij belt Odilon en vraagt hem om in meisjeskleding naar hem toe te komen. 
Odilon speelt met zijn treintje en door onhandigheid krijgt hij ruzie met Jerom. Dan staat de man die Jerom in het dorp zag opeens bij het treintje en hij gaat ervandoor. Jerom en Odilon krijgen de man te pakken en nemen hem mee naar de Morotariburcht. President Arthur en professor Barabas proberen de man te ondervragen, maar vanwege zijn slechte gehoor besluiten ze de vragen op papier te zetten. De man weigert echter te spreken en Arthur belt met de Eerste Minister. Dan hoort Arthur dat er weer kinderen zijn verdwenen, degene die ze aan het ondervragen zijn kan dus niet de dader zijn. Toch besluiten ze de man nog wat langer vast te houden.
Jerom gaat op bezoek bij de ouders van de onlangs verdwenen kinderen. Ook deze kinderen speelden met een treintje. Jerom vindt een spoor en ziet de kinderen rijden in het treintje. De motor slaat op hol en Jerom achtervolgt het treintje, maar raakt hen door een botsing met een veldwachter kwijt. Jerom klimt op een kerktoren en ziet het treintje. Hij komt in de buurt en ziet dan nog meer treintjes met kinderen rijden. Hij raakt de treintjes met kinderen kwijt, maar kan nog wel een leeg treintje te pakken krijgen. Odilon komt op de motor en ze vinden op het treintje het adres van de fabriek. Samen gaan ze naar de locatie in het bos en verstoppen de motor. Jerom en Odilon gaan de fabriek binnen en zien een foto van de man met de treintjes. In een kast vindt Jerom een lijst met de namen van de ontvoerde kinderen. 
Jerom en Odilon ontdekken een geheime gang en vinden nu ook de verdwenen kinderen. Die vertellen dat ze door de dove man zijn opgesloten, maar wel goed verzorgd werden. Dan vindt Jerom de dove man en dwingt hem antwoorden op papier te schrijven. De man droomde als kind van treintjes en na een blikseminslag kwam er gesmolten erts in de grot. De man maakte er goedkope treintjes van, maar de treintjes werden magnetisch aangetrokken door de erts. Jerom neemt de kinderen mee naar het dorp en iedereen is blij met de goede afloop.